# ジョー・アブレイユ
ジョー・アブレイユ（Joe Abreu, 1913年5月24日 - 1993年3月17日）は、アメリカ合衆国のカリフォルニア州出身のプロ野球選手(内野手)。右投右打。
第二次世界大戦の間にはアメリカ海軍に勤めていた。

## 経歴

### プロ入り前
両親は、1906年にポルトガルから移住し、オークランドで1913年5月24日に9人兄弟の6番目に生まれた 。また、兄弟のうち3人はプロボクサーである。
1934年にマクリモンズ高校に進学。その後、卒業する。
地元のアメリカ軍隊野球チームのコーチも務めた。
1935年の夏は、サンフランシスコで酒の卸売会社で修繕工員として過ごした。
その夏に、バークレー都市リーグの中央銀行のチームでセミプロで野球をしていたところ、メジャーのたくさんのスカウトに注目された。

### ヤンキース傘下時代
1936年に、ニューヨーク・ヤンキース傘下のヤキマ・ピピンズで、打率.396に乗せ、ノースウェストリーグでチームが勝利することへの貢献をした。
次のシーズンには、スポケーン・ホークスからオークランド・オークス_(野球)へ移籍した。
ホークスでは、91試合で打率.324、23二塁打、12三塁打、4本塁打を残した 。オークスでは、19試合で打率.148、1二塁打、1三塁打だった。
1938年は、シーズンの全体をオークスで過ごした。167試合で打率.299、28二塁打、4三塁打、11本塁打を残した 。
1939年のシーズンも、オークスで過ごし、140試合で打率.288、14二塁打、9三塁打、4本塁打を残した。
1940年は、テキサスリーグのフォートワース・キャッツでプレーし、158試合で打率.250、27二塁打、6三塁打、10本塁打を残した。
1941年の当初は、キャッツで13試合で打率.235、3三塁打を残した。その後、シカゴ・カブスの組織のミルウォーキー・ブルワーズでシーズンの半分を過ごし、100試合で打率.284、12二塁打、2三塁打、11本塁打を残した。

### シンシナティ・レッズ時代
1942年、ブルワーズのスプリングトレーニングに参加したときにロサンゼルス・エンゼルスに自分が移籍したことを電報で知った。
1週間後、バーミングハム・バロンズへ移籍した。移籍後、メジャーリーグに初めてシンシナティ・レッズで昇格した。メジャー初試合はピッツバーグ・パイレーツとの試合で1942年4月23日だった。
次の出場試合ではレフティー・ウィルキーから初本塁打を打つ。レッズでは9試合に出場し、打率.214、1二塁打、1本塁打を残した。

### ヤンキース傘下復帰
1942年7月16日にレッズはヤンキースとフランキー・ケラハーとのトレードで、ジム・ターナーと一緒にヤンキースへ移籍した 。ヤンキース傘下のニューアーク・ベアーズでプレーし、30試合で打率.236、4二塁打、1三塁打を残した。

#### 第二次世界大戦
1943年にアメリカ海軍で勤務が始まった。第二次世界大戦で彼が勤務している間、カリフォルニアのリバモア海軍航空基地で駐留していた。勤務しているときも、軍の野球を続けオールスターに選ばれた。
さらに夏と冬のリーグのアラメダのゴールド・グロウズでもプレーした。リバモア海軍航空基地で年下の捕手のレイ・レマノにも指導をしていて、
そのとき一緒にプレーしていたメジャーリーガーにビル・リグニー、クッキー・ラバゲットとレイ・スカボローがいる。

### 戦後
第二次世界大戦が終結した後、プロ野球の世界に戻った。1946年からウェルスビル・ヤンキースで選手兼任監督を始めた。この年は106試合で打率.352、24二塁打、1三塁打、21本塁打を残した。その後のシーズンで、無条件に放出された。
次のシーズンの1947年に、ジョージア・アラバマリーグのニューナン・ブラウニーズから、オハイオ州リーグのデイトン・インディアンスへ移籍した。ブラウニーズでも、選手兼任監督をしていて、104試合で打率.290、28二塁打、2三塁打、8本塁打を残した。
デイトンとの契約中には、25試合で打率.228、3二塁打、1三塁打、1本塁打を残した。プロ野球選手として最後にプレーしたのはフロリダ国際リーグのタンパ・スモーカーズで選手兼任監督をした。25試合で打率.265、7二塁打、1本塁打を残した。

### 引退後
プロ野球選手としてのキャリアを終えた後は、プロから出て行く前に一つのチームの監督をした。1949年には1年で4人が監督をしたサンタローザ・キャッツの監督の1人だった。
故郷のオークランドへ帰りたい意志もあったのでタンパから放出されるように頼んだ。その後、カリフォルニアに戻りブッシュロッド・ウィンターリーグ(指名打者を初めて使ったリーグ)のペナントでオークランドのセミプロのガイズ・ドラッグスでプレーした。
1950年代半ばの間に、海軍補給中央の軟式野球チームでプレーし、エリア内の場所の野球教室にも関わった。アブレイユは1993年5月17日に79歳でヘイワードで亡くなった。シアトルのエバーグリーンワシェリ墓地に埋葬された。

## 人物
1939年1月4日にベレニス・マーシャルと結婚した。奇術の熱狂者であり、自身もアマチュアの奇術者であった。
デトロイト・タイガースやオークランド・アスレチックスの投手であり、プロの奇術者であったカール・ザムロックが高校で奇術ショーを上演した後、彼に関心を高めた。レッズと契約中に、400カードの奇術を知ったと主張し、全米奇術協会の一員だった。

## 詳細情報

### 年度別打撃成績
| 年 度    | 球 団    | 試 合 | 打 席 | 打 数 | 得 点 | 安 打 | 二 塁 打 | 三 塁 打 | 本 塁 打 | 塁 打 | 打 点 | 盗 塁 | 盗 塁 死 | 犠 打 | 犠 飛 | 四 球 | 敬 遠 | 死 球 | 三 振 | 併 殺 打 | 打 率 | 出 塁 率 | 長 打 率 | O P S |
| -------- | -------- | ----- | ----- | ----- | ----- | ----- | -------- | -------- | -------- | ----- | ----- | ----- | -------- | ----- | ----- | ----- | ----- | ----- | ----- | -------- | ----- | -------- | -------- | ----- |
| 1942     | CIN      | 9     | 32    | 28    | 4     | 6     | 1        | 0        | 1        | 10    | 3     | 0     | --       | 0     | --    | 4     | --    | 0     | 4     | 1        | .214  | .313     | .357     | .670  |
| MLB：1年 | MLB：1年 | 9     | 32    | 28    | 4     | 6     | 1        | 0        | 1        | 10    | 3     | 0     | --       | 0     | --    | 4     | --    | 0     | 4     | 1        | .214  | .313     | .357     | .670  |

- 「-」は記録なし

### 背番号
- 12（1942年）